# Jobblog
Ein Jobblog oder auch Karriereblog ist eine Variante des Weblogs. Er setzt sich mit gesellschaftlichen wie auch praktischen Aspekten der Berufs- und Arbeitswelt auseinander. Im landläufigen Sprachgebrauch hat sich aufgrund der Kürze die Bezeichnung Jobblog etabliert, andere Bezeichnungen sind je nach thematischer Ausrichtung Karriere-, Personal- oder HR-Blog.
Jobblogs beleuchten aktuelle Entwicklungen auf dem Arbeitsmarkt wie den Fachkräftemangel, bieten praktische Informationen zu Berufswahl und Bewerbung oder diskutieren gesellschaftliche Veränderungen, so die Automatisierung von Arbeitsprozessen, Digitalisierung, New Work oder Diskriminierung und Chancengleichheit.
Aufgrund der großen Meinungs- und Themenvielfalt sind sie eine wichtige Quelle einerseits für Bewerber und Arbeitnehmer, die sich z. B. über Berufsorientierung, Bildungswege, Bewerbungsgespräche oder Karriereplanung informieren wollen, andererseits für Arbeitgeber oder Personalverantwortliche, die sich für Trends bei der Personalbeschaffung wie Employer Branding oder Social Recruiting interessieren. Jobblogs sind zudem ein wichtiges Medium für den Erfahrungsaustausch unter den Spezialisten der Branche.
Hinter Jobblogs stehen in der Regel Journalisten, Berater, Coaches, HR-Dienstleister oder Personalverantwortliche. Man unterscheidet daher Karriere-Blogs, die sich mit Aspekten rund um den persönlichen Erfolg beschäftigen und HR- oder Personalblogs, die sich das Personalwesen zum Inhalt haben.